# 米亚尔
米亚尔（法語：Milhars，發音：[mijaʁ]）是法国奧克西塔尼大區塔恩省的一个市镇，属于阿尔比区。

## 地名
该地名“Milhars”发音为[mijaʁ]而非[milaʁ]，《世界地名翻译大辞典》与《世界地名译名词典》将其误译作“米拉尔”。

## 地理
米亚尔（44°7'38"N, 1°52'45"E）面积16.28 平方千米，位于法国奧克西塔尼大區塔恩省，该省份为法国南部内陆省份，北起顺时针与阿韦龙省、埃罗省、奥德省、上加龙省和塔恩-加龙省接壤。
与米亚尔接壤的市镇（或旧市镇、城区）包括：马尔纳沃、蒙特罗谢、穆齐耶伊帕南、勒里奥勒、鲁赛罗勒、圣马丹拉盖皮、费内罗勒、瓦朗。
米亚尔的时区为UTC+01:00、UTC+02:00（夏令时）。

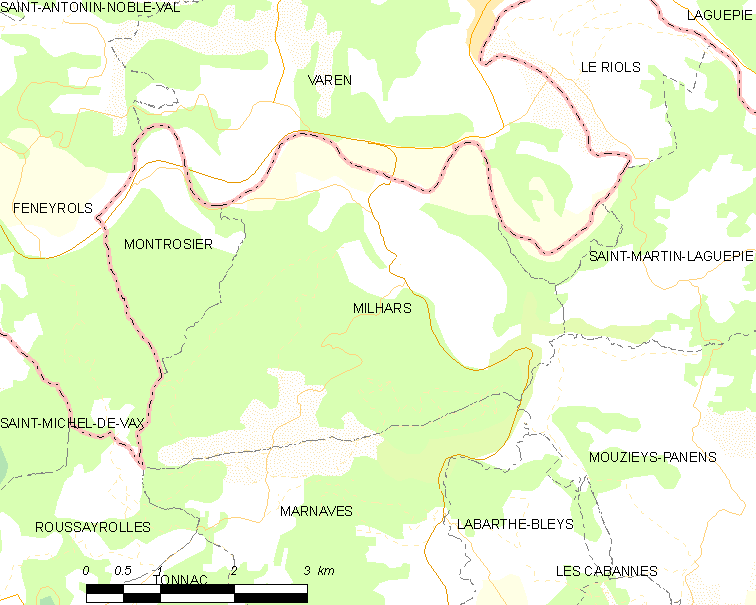
米亚尔的OSM定位图

## 行政
米亚尔的邮政编码为81170，INSEE市镇编码为81165。

## 政治
米亚尔所属的省级选区为卡尔莫第二县。

## 人口

1962-2008年间米亚尔人口变化图示

米亚尔于2022年1月1日时的人口数量为231人。